# Confessionário (programa de televisão)
Confessionário foi um talk-show, apresentado por Teresa Guilherme, e emitido  no TVI Reality e na TVI. Terminou dia 14 de fevereiro de 2018. 

## Sinopse
No âmbito das celebrações dos seus 25 anos, a TVI abre o baú do passado e revive as maiores histórias da novela vida real.
No “Confessionário”, Teresa Guilherme reecontra as caras mais marcantes de sempre dos reality-shows da TVI, desde o Big Brother à Casa dos Segredos. 

## Alguns programas
| Convidado               | Reality-shows |
| ----------------------- | --- |
| Telmo e Célia           | Big Brother 1 |
| Mário Ribeiro           | Big Brother 1 |
| Marta Cardoso           | Big Brother 1 e Perdidos na Tribo                                                                                          |
| Maurício                | Big Brother 2 |
| Liliana Aguiar          | Big Brother 3 e A Quinta                                                                                                   |
| Cinha Jardim            | Big Brother Famosos 1, Quinta das Celebridades, A Quinta                                                                   |
| Ricky e Daniela         | Big Brother Famosos 1 |
| Ruth Marlene            | Big Brother Famosos 2 e 1ª Companhia                                                                                       |
| Gisela Serrano          | Big Brother Famosos 2, A Quinta e A Quinta: O Desafio                                                                      |
| Ricardo                 | Big Brother 4 |
| Tatiana                 | Big Brother 4 |
| Nando e Filipa          | Big Brother 4 |
| José Castelo Branco     | Quinta das Celebridades, 1.ª Companhia, Circo das Celebridades, Perdidos na Tribo e SS: Luta pelo Poder                    |
| António Queirós         | Secret Story 1, SS: Desafio Final 1, SS: Luta pelo Poder e A Quinta: O Desafio                                             |
| Vera                    | Secret Story 1, Perdidos na Tribo, SS: Luta pelo Poder                                                                     |
| Cátia Palhinha          | Secret Story 2, SS: Desafio Final 1 , Big Brother VIP e SS: Desafio Final 3                                                |
| Daniela Pimenta         | Secret Story 2, SS: Desafio Final 1 e SS: Luta pelo Poder                                                                  |
| Carlos Sousa            | Secret Story 2, SS: Desafio Final 1, SS: Desafio Final 3 e SS: Desafio Final 4                                             |
| Marco Costa             | Secret Story 2, SS: Desafio Final 1, SS: Desafio Final 3                                                                   |
| João J.                 | Secret Story 2 |
| Miguel                  | Secret Story 2 |
| Ricardo                 | Secret Story 2, SS: Desafio Final 1, SS: Desafio Final 3                                                                   |
| Sandra                  | Secret Story 3, SS: Desafio Final 1, SS: Luta pelo Poder                                                                   |
| Wilson Teixeira         | Secret Story 3, SS: Desafio Final 1 , SS: Desafio Final 3                                                                  |
| Rúben e Tatiana         | Secret Story 3, SS: Desafio Final 2 e SS: Luta pelo Poder                                                                  |
| Flávio Furtado          | Big Brother VIP |
| Carla Baía              | Big Brother VIP |
| Tino de Rans            | Big Brother VIP |
| Juliana                 | Secret Story 4, SS: Desafio Final 2, SS: Luta pelo Poder e A Quinta: O Desafio                                             |
| Luís                    | Secret Story 4, SS: Desafio Final 3 e A Quinta: O Desafio                                                                  |
| Sofia Sousa             | Secret Story 4, SS: Desafio Final 3, A Quinta: O Desafio e SS: Desafio Final 4                                             |
| Érica                   | Secret Story 4, SS: Desafio Final 2, SS: Desafio Final 3, SS: Desafio Final 4, A Quinta, A Quinta: O Desafio e Love on Top |
| Pedro Capitão           | Secret Story 5, SS: Desafio Final 3 e A Quinta: O Desafio                                                                  |
| Liliana e Daniel        | Secret Story 5, SS: Desafio Final 3 e A Quinta: O Desafio                                                                  |
| Bruno Savate            | Secret Story 5, SS: Luta pelo Poder e A Quinta: O Desafio                                                                  |
| Hugo e Inês             | Secret Story 5 |
| Cristiana               | Secret Story 5, SS: Desafio Final 2, SS: Desafio Final 3 e A Quinta: O Desafio                                             |
| Romana e Santiago Gomes | A Quinta |
| Gonçalo Quinaz          | A Quinta, SS: Desafio Final 4                                                                                              |
| Diogo S.                | Secret Story 6 |
| Tucha                   | Secret Story 6 |
| Diogo                   | Secret Story 6 |
| Helena                  | Secret Story 6 |
| Cláudio A. e Cristiana  | Secret Story 6 e SS: O Reencontro                                                                                          |
| A Voz                   | Casa dos Segredos |